# Capela de Nossa Senhora da Medalha Milagrosa (Belém)
A Capela de Nossa Senhora da Medalha Milagrosa é um templo religioso católico localizado no bairro de Umarizal, na cidade de Belém, capital do Pará. É dedicado à devoção de Nossa Senhora das Graças, também conhecida como Nossa Senhora da Medalha Milagrosa. E, por isso, faz parte do trajeto do Círio realizado todos os anos no dia 27 de novembro, que é tradicionalmente dedicado a Nossa Senhora das Graças.
A devoção a Nossa Senhora das Graças remete às aparições da Virgem Maria para Catarina Labouré, em 1830. Hoje Catarina é freira e santa católica francesa, mas à época era noviça da Congregação das Filhas da Caridade de São Vicente de Paulo. A primeira aparição aconteceu no dia 18 de julho, quando um Anjo da Guarda a levou até uma capela, onde a Virgem Maria a esperava para falar sobre as graças que lhe são pedidas e aquelas que ela concede às pessoas mesmo sem que lhe peçam. A segunda aparição acontece em 27 de novembro de 1830, quando a Virgem pediu a Catarina que cunhasse medalhas que teriam o poder de conceder graças a quem as usasse.